# Wandalin Kazimierz Massalski
Wandalin Kazimierz Massalski (ur. 30 września 1915 w Warszawie, zm. 24 lipca 1996 tamże) – polski lekarz, endokrynolog.

## Życiorys
Urodził się 30 września 1915 w Warszawie w rodzinie księcia Witolda Massalskiego i jego żony Leokadii z domu Jurczyńskiej. Był absolwentem gimnazjum Towarzystwa Szkoły Mazowieckiej w Warszawie i następnie ukończył studia na Uniwersytecie Józefa Piłsudskiego na wydziale lekarskim.
Współpracował ze swoim kuzynem Zdzisławem Michalskim i publikował wspólne opracowania.
W czasie okupacji niemieckiej pracował w Szpitalu Przemienienia Pańskiego na Pradze pomagając żołnierzom AK ukrywającym się w szpitalu oraz działał w szkole Zaorskiego.
Jesienią 1944 był odpowiedzialny za ewakuację szpitala z ulicy Sierakowskiej 7 do nowego budynku na ul. Boremlowskiej 6/12 na Grochowie.
Po wojnie pracował w Szpitalu Bielańskim w Klinice Endokrynologii oraz w Centrum Medycznym Kształcenia Podyplomowego.
W 1969 wyjechał do Konga i przez dwa lata kierował kliniką chorób wewnętrznych oraz prowadził badania nad trądem.
Zmarł dnia 24 lipca 1996 w Warszawie i pochowany został na Starych Powązkach.